# Documenta 8

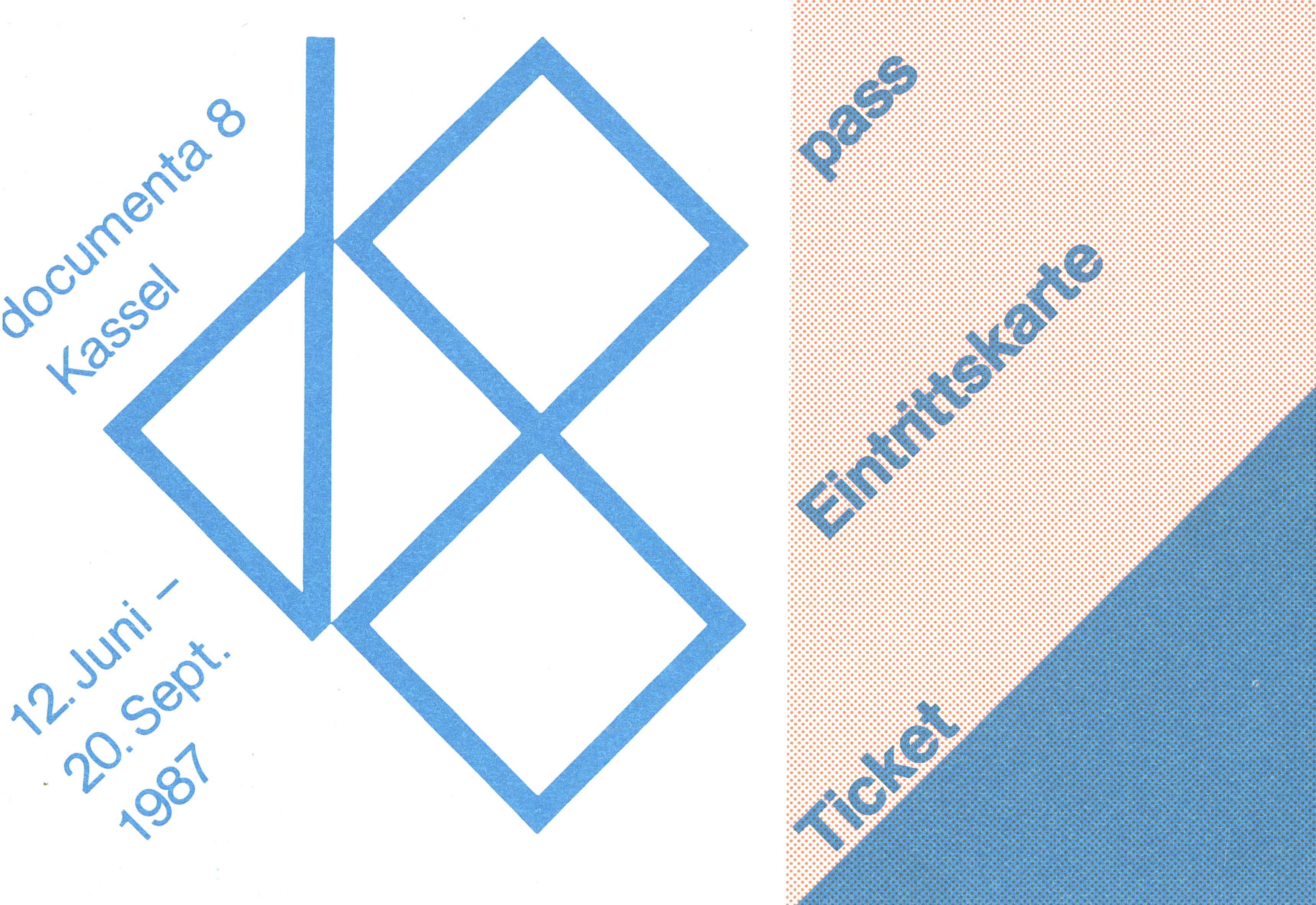
Eintrittskarte mit dem Logo der documenta 8

Die documenta 8 fand vom 12. Juni bis 20. September 1987 erneut (nach der documenta 6 1977) unter der künstlerischen Leitung Manfred Schneckenburgers statt.
Ursprünglich war die Leitung der Ausstellung an Harald Szeemann (der ebenfalls bereits eine documenta: die d5 1972 geleitet hatte) und Edy de Wilde vergeben worden. Inhaltliche Differenzen und Spannungen zwischen den beiden machten eine Durchführung nach diesem Konzept jedoch unmöglich. Manfred Schneckenburger erklärte sich bereit einzuspringen und noch einmal die Weltausstellung der Kunst in Kassel zu organisieren.
Die documenta 8 zählte nahezu eine halbe Million (474.417) Besucher und war endgültig zum kulturellen Großereignis geworden.
Die Schwerpunkte der d8 lagen auf der künstlerischen Auseinandersetzung mit Krieg und Gewalt, mit Utopien und gleichzeitig mit Utopieverlust. Die Wechselbeziehungen zwischen Kunst und Architektur und Design wurden beleuchtet. Videokunst und zahlreiche Performances nahmen einen breiten Raum in der Ausstellung ein.

## Ausstellungsorte
Museum Fridericianum, Orangerie, Karlsaue, Renthof, Kulturfabrik Salzmann, Diskothek "New York", Karlskirche und Kasseler Innenstadt.

## Kunstwerke

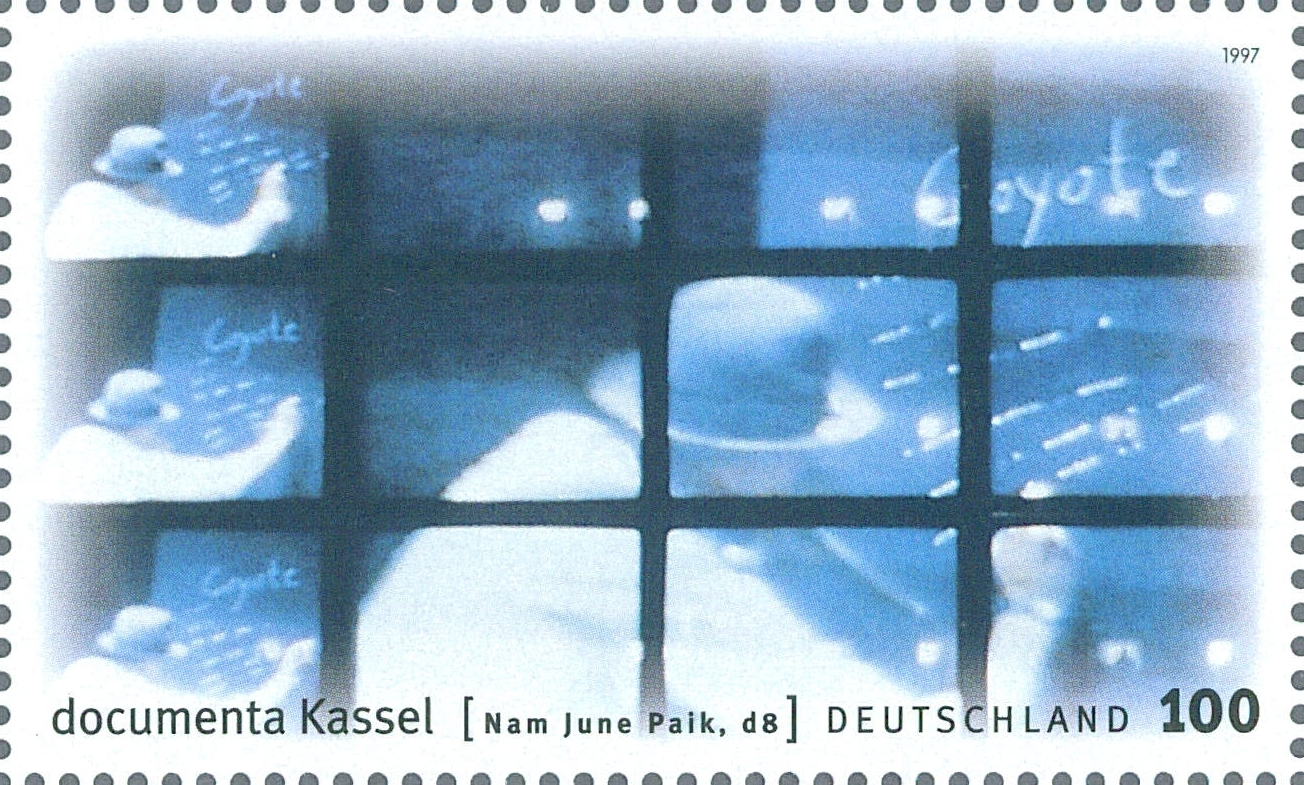
Sonderbriefmarke der Deutschen Post zur Documenta X 1997 – Motiv: Videowand von Nam June Paik zur documenta 8

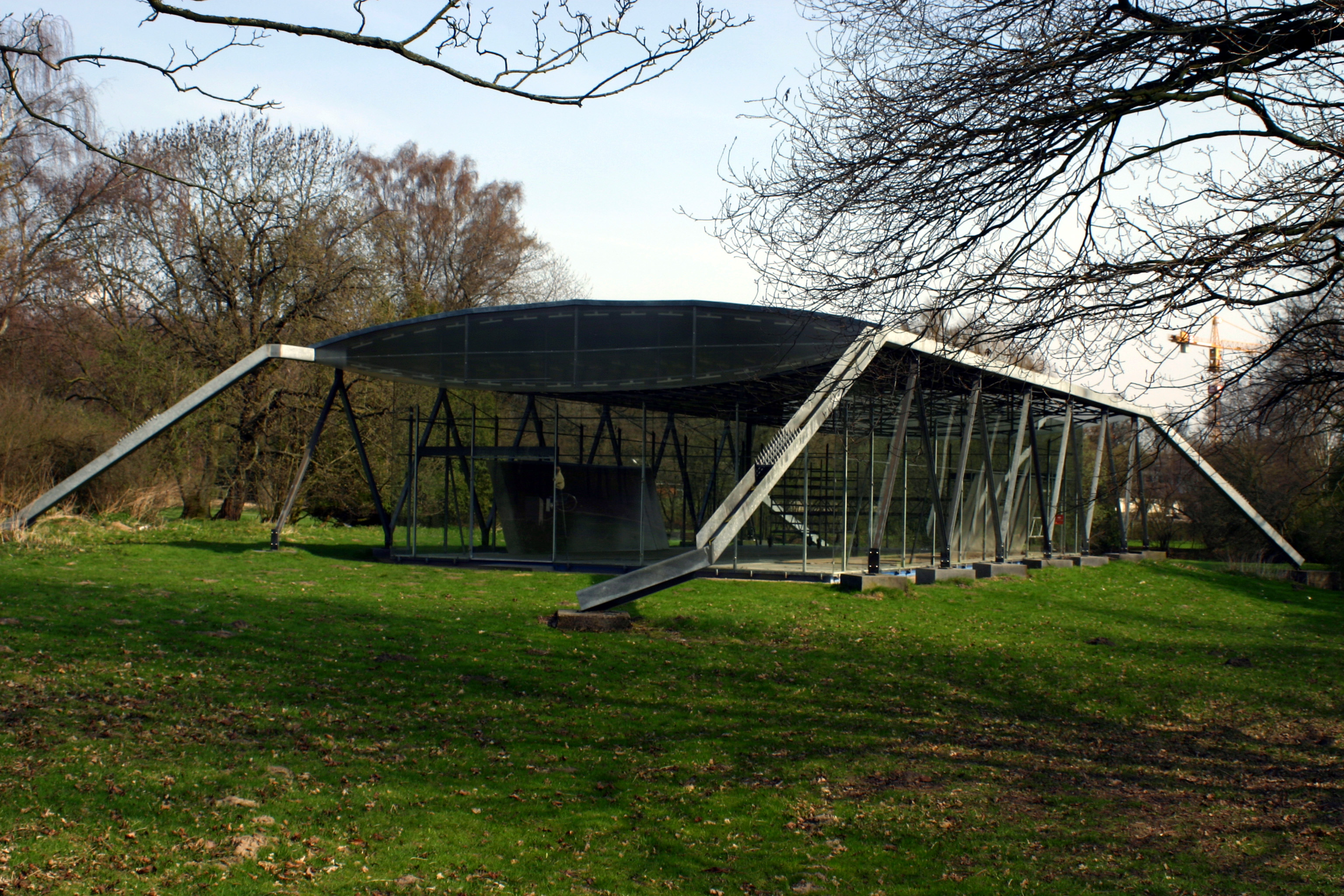
Pavillon, entworfen von Stefan Wewerka. Das Bauwerk steht heute in Münster.

Die Auswahl der Kunstwerke und Künstler wurde von der Kunstkritik teilweise als „beliebig“ gescholten. Die d8 sei „weniger eine Ausstellung als ein Kaleidoskop von Inszenierungen“. Das Publikum sah das im Wesentlichen anders.
Nahm die Malerei auf der documenta 7 noch einen breiten Raum ein, so war sie auf der d8 deutlich schwächer vertreten. Die Videokunst (z. B. von Nam June Paik, Fabrizio Plessi, Marie-Jo Lafontaine und anderen) war sehr stark vertreten. Diese Präsenz, auch die des (angewandten) Designs auf der d8, wird, auch im Rückblick zu dieser Ausstellung, als wichtiger Beitrag zur Kunstentwicklung bewertet.
Zu Beginn der d8 vollendete Wenzel Beuys, der Sohn von Joseph Beuys, dessen bei der documenta 7 begonnene „Stadtbewaldungs-Aktion“ 7000 Eichen, indem er den letzten Baum pflanzte. Joseph Beuys selbst hatte zu Lebzeiten 5500 Eichen gepflanzt, die Aktion wurde postum weitergeführt.
Viele Außenkunstwerke der documenta 8 setzten sich mit räumlichen Wechselbeziehungen und Bezügen zum Stadtraum und der Architektur vor Ort auseinander. Richard Serras rostige Stahlplatten verstörten die Fußgänger als Bollwerk mitten auf der Wilhelmsstraße, George Trakas lud mit seinen Treppenbauten auf dem Königsplatz ein, mit einem anderen Standpunkt eine andere Sichtweise einzunehmen. Er nahm damit die Auseinandersetzungen mit dem Treppenbauwerk auf dem Königsplatz einige Jahre später vorweg.
Norbert Radermacher ironisierte subtil die Allerweltsarchitektur eines Parkhauses, indem er – klassischen Gebäuden gleich – auf die Stützen zwei kleine graue Vasen setzte. Tadashi Kawamata hingegen provozierte die Kasseler und ihren Umgang mit historischer Bausubstanz mit einem riesigen Holzskelett (Destroyed Church) um die Ruine der Garnisonskirche herum.
Das meistfotografierte Außenkunstwerk war zweifelsohne die Guillotinen-Reihe von Ian Hamilton Finlay, die er in die barocken Achsen der Karlsaue setzte und sie in Blickbeziehungen (A View to the Temple) zur Parkarchitektur brachte. Schönheit und Grausamkeit in dialektischer Verbindung.
Architekten waren in die Ausstellung einbezogen, ihre Konzepte für Museumsbauten darzustellen. Die Modelle und Raumschaffungen der Architekten wurden den Kunstwerken gleich ausgestellt. Die Reaktionen des Publikums und der Kunstkritik darauf waren eher reservierter Natur.
Krieg und Gewalt waren Thema in vielen Kunstwerken. Robert Longo thematisierte seinen Gewaltbegriff mit einer Samurai-Rauminszenierung (All You Zombies – Truth before God) und einer riesigen Schwert-schwingenden Gestalt, die sich bei näherer Betrachtung aus hunderten von kleinen Spielzeugsoldaten zusammensetzte.
Das andere Extrem der 8. documenta war die Inszenierung von Design, auf die Spitze getrieben von Ange Leccia, mit einem dunkelblauen Mercedes 300 CE mitten in der Orangerie auf einer Drehscheibe, wie in einem Autosalon präsentiert.
Hans Haacke wiederum benutzte den Mercedes als Symbol, den Mercedes-Stern, um das Engagement der deutschen Industrie und Banken im damaligen, von der Apartheid geprägten, Südafrika anzuprangern.
Das Erscheinungsbild der documenta 8 war vielfältig und ambivalent, ästhetisch und gleichzeitig provokant – in jedem Fall wurden das Nachdenken und die Diskussion nicht nur zur bildenden Kunst, sondern auch zu gesellschaftlichen Missständen und politischen Themen angeregt und befördert.

## Teilnehmende Künstler

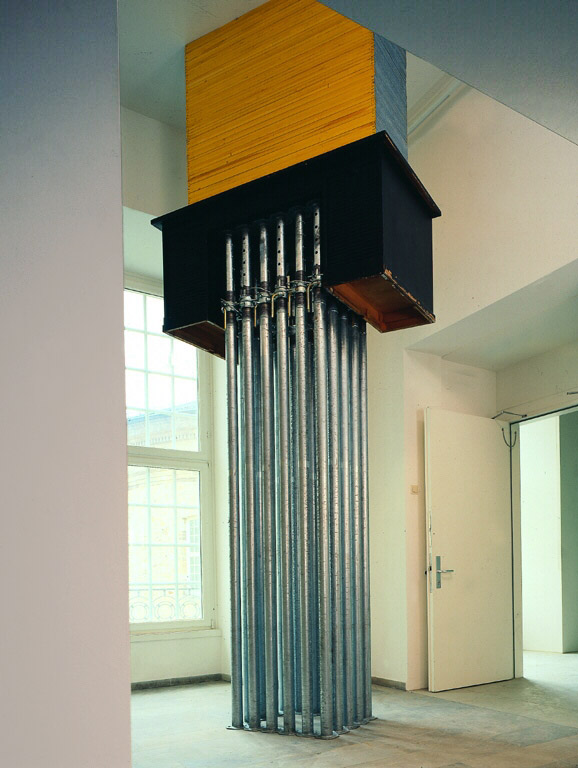
Installation Anmaßend II von Eberhard Bosslet

Insgesamt nahmen 405 Künstler an der Ausstellung teil.
- A Marina Abramović, Adam Noidlt Intermission, Jonathan Albert, Pierre Albert-Birot, Akademia Ruchu, Terry Allen, Juan Allende-Blin, Charles Amirkhanian, Beth Anderson, Laurie Anderson, Ida Applebroog, Ron Arad, Siah Armajani, John Armleder, Antonin Artaud, Richard Artschwager, ASA, Robert Ashley, Charles Atlas, Alice Aycock, Studio Azzurro
- B Hugo Ball, Giacomo Balla, Richard Baquié, Joan La Barbara, Clarence Barlow, François Bauchet, Jürgen Becker, Max Bense, Luciano Berio, Barry Bermange, Joseph Beuys, Lapo Binazzi, Dara Birnbaum, Óscar Tusquets Blanca, Karl Oskar Blase, Lyn Blumenthal, Christian Boltanski, Florian Borkenhagen, Eberhard Bosslet, Andreas Brandolini, Andrea Branzi, George Brecht, Shawn Brixey, Bazon Brock, Christine Brodbeck, Klaus vom Bruch, Heinrich Brummack, Wojciech Bruszewski, Chris Burden, Emil František Burian, Scott Burton, Jean-Marc Bustamante, James Lee Byars
- C John Cage, Robert Cahen, Francesco Cangiullo, Monty Cantsin, Ian Carr-Harris, Joëlle de La Casinière, Giorgio Cattani, Michel Chion, Welimir Chlebnikow, Henri Chopin, Henning Christiansen, City Souvenir, Carlfriedrich Claus, Cloud Chamber, Bob Cobbing, Norman Cohn, Robin Collyer, Philip Corner, Giorgio Barberio Corsetti, Tony Cragg, Heinz von Cramer, Leonard Crow Dog, Mary Crow Dog, Enzo Cucchi, Alvin Curran
- D Dawn, Paolo Deganello, Maurizio Della Nave, Fortunato Depero, Antonio Dias, Die Tödliche Doris, Charles Dodge, Reinhard Döhl, Ugo Dossi, François Dufrêne
- E Bogomir Ecker, Nicolaus Einhorn, Ulrich Eller, Ed Emshwiller, Toshikatsu Endō, Max Ernst, Etant donnés
- F Rainer Werner Fassbinder, Luc Ferrari, Ian Hamilton Finlay, Lili Fischer, Thomas F. Fischer, Eric Fischl, Terry Flaxton, Fischli/Weiss, Bill Fontana, Terry Fox, Marlis A. Franke, Gloria Friedmann
- G Rosa Galindo & Pedro Garhel, Ferran García Sevilla, General Idea, Jochen Gerz, John Giorno, Gary Glassman, Vinko Globokar, Jean-Luc Godard, Heiner Goebbels, Ulrich Görlich, Jack Goldstein, Malcolm Goldstein, Zvi Goldstein, Leon Golub, Peter Gordon, Antony Gormley, Gorilla Tapes, Peter Greenham, Robert Grosvenor, Group Material, Glenn Gould, Ingo Günther, Brion Gysin
- H Hans Haacke, Gusztáv Hámos, Peter Handke, Sten Hanson, Ferdinand Hardekopf, Ludwig Harig, Helen Mayer Harrison, Newton Harrison, Raoul Hausmann, Haus-Rucker-Co, R.I.P. Hayman, Doris Sorrel Hays, Heinrich Mucken, Helmut Heißenbüttel, Bernard Heidsieck, Hans G. Helms, Pierre Henry, Albert Hien, Dick Higgins, Gary Hill, Åke Hodell, Gavin Hodge, Hans Hollein, Jenny Holzer, Nan Hoover, Toine Horvers, Madelon Hooykaas, Stephan Huber, Richard Huelsenbeck, Stephan von Huene, Hans Ulrich Humpert
- I Isidore Isou, Arata Isozaki, Sanja Iveković
- J Alfredo Jaar, Ernst Jandl, Marcel Janco, Alfred Jarry, Sergei Alexandrowitsch Jessenin, Magdalena Jetelová, Bengt Emil Johnson, Tom Johnson, Joan Jonas, Arsenije Jovanović, Rolf Julius, Patricia Jünger
- K Mauricio Kagel, Wassily Kandinsky, Allan Kaprow, Dani Karavan, Tadashi Kawamata, Niek Kemps, Anselm Kiefer, Jürgen Klauke, Norbert Klassen, Josef Paul Kleihues, Astrid Klein, Florian Kleinefenn, Michael Klier, Monica Klingler, Carole Ann Klonarides, Imi Knoebel, Laura Knott, Alison Knowles, Komar & Melamid, Kō Nakajima, Richard Kostelanetz, Richard Kriesche, Ferdinand Kriwet, Harry de Kroon, Alexei Jelissejewitsch Krutschonych, Barbara Kruger, Krypton, Christina Kubisch, Shigeko Kubota, Klaus Kumrow
- L Ilmar Laaban, Marie Jo Lafontaine, Wolfgang Laib, Nikolaus Lang, Bertrand Lavier, Ange Leccia, Maurice Lemaître, Les Levine, Annea Lockwood, Joan Logue, Robert Longo, Arrigo Lora-Totino, Chip Lord, Alvin Lucier, Wolfgang Luy
- M Jackson Mac Low, Magazzini Criminali, Liz Magor, Wladimir Majakowski, Mako Idemitsu, Kasimir Malewitsch, Stéphane Mallarmé, Chris Mann, Raoul Marek, Filippo T. Marinetti, Javier Mariscal, Stuart Marshall, Dalibor Martinis, Friederike Mayröcker, Mickey McGowan, Steve McCaffery, Bruce McLean, Alessandro Mendini, Gerhard Merz, Olaf Metzel, Branda Miller, Minus Delta t, Franz Mon, Andrei Monastyrski, Meredith Monk, Charles Willard Moore, Robert Morris, Jasper Morrison, Tim Morrison, Charles Morrow, Alexander Wassiljewitsch Mossolow, Muchamor, Heiner Müller
- N Massimo Nannucci, Maurizio Nannucci, Joseph Nechvatal, Wsewolod Nikolajewitsch Nekrassow, Wolfgang Nestler, Boris Nieslony, Vladimir Lalo Nikolić, Maria Nordman, Ladislav Novák, Danièle Nyst & Jacques Louis Nyst
- O Marcel Odenbach, Jürgen O. Olbrich, Pauline Oliveros, Yoko Ono, Julian Opie, Anna Oppermann, Tony Oursler
- P Nam June Paik, Charlemagne Palestine, Oskar Pastior, Gustav Peichl, Giuseppe Penone, Pentagon, Arthur Pétronio, Francis Picabia, Steve Piccolo, Hermann Pitz, platform, Robert HP Platz, Fabrizio Plessi, Paul Pörtner, Dmitri Prigow, Bernhard Prinz, proT
- Q Carlo Quartucci
- R David Rabinowitch, Norbert Radermacher, Horațiu Rădulescu, Socìetas Raffaello Sanzio, Fritz Rahmann, M.Raskin Stichting Ens., Daniel Reeves, Bruno Reichlin, Fabio Reinhart, Guglielmo Renzi, Gerhard Richter, Joachim Ringelnatz, Amadeo Roldán, Ulrike Rosenbach, Rachel Rosenthal, Aldo Rossi, Jerome Rothenberg, Projekt Rübenspäher, Lew Rubinstein, Ulrich Rückriem, Eugeniusz Rudnik, Gerhard Rühm, Tomáš Ruller, Stephen Ruppenthal, Luigi Russolo, Walther Ruttmann
- S Annamaria Sala, Marzio Sala, John Sanborn, Denis Santachiara, Carles Santos Ventura, Juri Alexandrowitsch Schaporin, Julião Sarmento, Erik Satie, Pierre Schaeffer, R. Murray Schafer, Paul Scheerbart, David Schein, Winfried Scheuer, Arleen Schloss, Dieter Schnebel, Helmut Schober, Rob Scholte, Alf Schuler, Thomas Schulz, Thomas Schütte, Buky Schwartz, Fritz Schwegler, Kurt Schwitters, Walter Serner, Richard Serra, Michel Seuphor, Roman Signer, SITE, Michael Smith, Snowball Project, Susana Solano, Ettore Sottsass, Adriano Spatola, Serge Spitzer, Klaus Staeck, Elsa Stansfield, Philippe Starck, Ronald Steckel, Lisa Steele, Gertrude Stein, Florian Steinbiß, Demetrio Stratos, Akio Suzuki
- T Mark Tansey, Anne Tardos, Relly Tarlo & Jacoba Bedaux, Ilse Teipelke, Nahum Tevet, Kim Tomczak, TOTEM, George Trakas, Tsuneo Nakai, Tristan Tzara
- U Ulay, Micha Ullman, Oswald Mathias Ungers
- V Edgar Varèse, Ruggero Vasari, Woody Vasulka, Edin Velez, Jan Vercruysse, Jacques Vieille, Xavier Villaverde, Bill Viola, Thomas Virnich, Paul de Vree
- W Manfred Wakolbinger, Jeff Wall, Franz Erhard Walther, David Ward, Zbigniew Warpechowski, Dsiga Wertow, Stefan Wewerka, Robert Wilson, Michael Witlatschil, Krzysztof Wodiczko, Silvio Wolf, Erich Wonder, Wolf Wondratschek, Bill Woodrow, Andrei Andrejewitsch Wosnessenski, Paul Wühr, Stephan Wunderlich
- Y Mika Yoshizawa, Graham Young
- Z Wilhelm Zobl

## In Kassel verbliebene Kunstwerke
- documenta-Signet zur d8 von Karl Oskar Blase – Ort: Garten des Privathauses von Karl Oskar Blase, Kuhbergstraße 47